# الباحث عن الشبكة: مشروع مطرقة العاصفة
الباحث عن الشبكة: مشروع مطرقة العاصفة هي لعبة آركيد طورتها شركة تايتو، ونشرتها للمرة الأولى عام 1992. تنتمي اللعبة إلى فئة ألعاب إطلاق النار عمودية التمرير، وفيها يتحكم اللاعبون بواحدة من ثلاث طائرات مقاتلة حديثة مختلفة، ويمكنهم جمع طلقات العدو باستخدام بنادق مدرعة يُطلق عليها اسم الشبكات.

## القصة

لقطة شاشة داخل اللعبة

استوحيت لُعبة الباحث عن الشبكة: مشروع مطرقة العاصفة من أحداث حرب الخليج الثانية، حيث تدور القصة الرئيسية للعبة في منطقة الشرق الأوسط عام 1999 لتُحاكي حقبة حرب الخليج الثانية، حيث تسبب استمرار القتال لفترة طويلة في تدمير الموارد الطبيعية في منطقة الشرق الأوسط، وهو ما دفع إحدى دول الشرق الأوسط التي تعاني من نقص شديد في الموارد إلى حمل السلاح ومهاجمة الدول الأقرب والأكثر ازدهارًا اقتصاديًا، سعيًا للسيطرة على مواردها. ومع تطور الحرب الجديدة، بدأت الدولة المعتدية بتطوير سلاح سري عبارة عن قمر صناعي عسكري قوي، يتمتع بقوة كافية لتدمير العالم. ومع وجود سلاح بهذه القوة، يبدو قهر الدول المتمردة مهمة مستحيلة الفشل. لذلك، شكلت الدول التي نجت من المعارك السابقة تحالفًا ضد مهاجميها، واستعانت بتقنية جديدة تُعرف باسم جهاز الاعتراض التفاعلي، وهو نفس الجهاز الذي استخدمته قوات التحالف لضرب أعدائها خلال حرب الخليج الثانية.

## طريقة اللعب
على الرغم من أن لعبة الباحث عن الشبكة: مشروع مطرقة العاصفة ما هي إلى لعبة إطلاق نار عمودية بسيطة، فإنها تتميز بأسلوب هجوم فريد للاعبين، حيث يستخدم اللاعبون عنصر الشبكة، وهو عبارة عن درع مزدوج الإطلاق يشبه درع القوة في لعبة آر-تايب، والذي يُمكن للاعبين من امتصاص طلقات العدو. ومع امتصاص الشبكة لطلقاتهم، يرتفع العداد ويملأ مخزون قنابل اللاعب، وتختلف نوعية هذه القنابل حسب السلاح الذي يختاره اللاعب. يمكن للاعبين أيضًا تغيير موقع الشبكة بالضغط على زر الإطلاق والتحرك لأعلى أو لأسفل الشاشة.

### الطائرات المقاتلة
يمكن للاعبين الاختيار من بين ثلاثة أنواع متاحة من الطائرات المقاتلة الحديثة:
- طائرة مقاتلة من نوع إف-14: أسرع طائرة متاحة في اللعبة، ولكنها أيضًا الأضعف من حيث القوة، وهي مزودة بطلقات مباشرة.
- مروحية هجوم من نوع إيه إتش-64 أباتشي: مقاتلة متوسطة السرعة والهجوم، ومزودة بطلقات منتشرة.
- قاذفة الشبح نورثروب غرومان بي 2 سبيرت: أبطأ مقاتلة في اللعبة من حيث الحركة، ولكتها تتمتع بأقوى قوة نيران، خاصةً عند ترقيتها.

### عناصر التحكم
- المفتاح P: زر التعزيزات، ويعمل على تمكين أي سلاح يلتقطه اللاعب.
- المفتاح H: زرّ مساعد، وهو عنصر يستدعي دعم الحلفاء من طائرات التخفي الكبيرة أو المروحيات.
- المفتاح G: مُغيّر الشبكة، ويتغير لونه لكي يمنح اللاعب سلاحًا مختلفًا حسب اللون.
- الزر الأحمر: زر البركان الفائق، والذي يُطلق صواعق نارية في اتجاه كل شبكة، كما يُطلق القنبلة النووية، وهي كرة نارية ضخمة تُطلق دوامة من كرات نارية أصغر.
- الزر الأزرق: زر الليزر القاطع، والذي يُطلق صواعق ليزر مباشرة للأمام، ويُطلق قنبلة ليزر الغيغافولت، وهو ليزر مزدوج قوي ينطلق بطول الشاشة، ويُجبر مقاتل اللاعب على التوجه نحو أسفل الشاشة.
- الزر الأخضر: زر الرؤية المتعددة، والذي يُولّد سحبًا من الضباب الأخضر تُلاحق الأعداء، كما يُطلق قنبلة التنين المزدوج، وهي سحابة ضخمة من الضباب الأخضر تندفع نحو جميع الأعداء في الأفق بالتتابع.
- الزر الأصفر: زر القاذف الناري، ويُطلق صاعقة ثابتة المدى تنفجر في سحابة من النار الصفراء، كما يُطلق قنبلة التفاعل المتسلسل، وهي عبارة عن كرة من الطاقة الصفراء التي يمكنها الانتشار وتدمير الأعداء.

## الآراء
في اليابان، أدرجت مجلة آلة الألعاب لعبة الباحث عن الشبكة: مشروع مطرقة العاصفة ضمن قائمة أكثر ألعاب الأركيد نجاحًا في عددها الصادر في 15 أبريل (نيسان) 1993.